# Bastei Abenteuer-Roman
Bastei Abenteuer-Roman oder nur Abenteuer-Roman war eine Heftroman-Reihe des Bastei-Verlages, die von 1960 bis 1964 erschien.
Die Reihe hatte keine durchgehende Handlung, sondern bestand aus abgeschlossenen 64-seitigen Romanen, die unterschiedliche Helden aufwiesen und von verschiedenen Autoren stammten. Gemeinsam war ihnen die an exotischen Schauplätzen spielende actionorientierte Handlung. Unter den 196 Ausgaben finden sich manche Nachdrucke alter Leihbuch-Texte; 23 der Romane wurden später als Abenteuer zwischen Rio und Schanghai neu gedruckt.
Zeitweilig hatte die in der relativen Gegenwart spielende Serie den Untertitel Männer im Banne der weiten Welt; wiederkehrende Charaktere waren Jonny Kent und William Stone. Autoren waren u. a. Albrecht Peter Kann, Horst List und Hans Peter Weißfeld.